# 萨尔切多 (维琴察省南)
萨尔切多（義大利語：Sarcedo），是意大利威尼托大区维琴察省的一个市镇。总面积13.76平方公里，人口5327人，人口密度387.1人/平方公里（2009年）。国家统计（ISTAT）代码为024097。